# Liéramont

Liéramont este o comună în departamentul Somme, Franța. În 1 ianuarie 2022 avea o populație de 212 de locuitori.